# Mateja Črv Sužnik
Mateja Črv Sužnik, slovenska pedagoginja, prevajalka, publicistka, lektorica, urednica in založnica, 10. december 1961, Jesenice.

## Življenje
Po končanem študiju slovenščine in primerjalne književnosti na Filozofski fakulteti v Ljubljani, leta 1985, se je najprej zaposlila na Osnovni šoli n. h. Maksa Pečarja Ljubljana, kjer je poučevala slovenski jezik do leta 1986. Od leta 1987 do 1990 je bila zaposlena kot učiteljica slovenščine na Osnovni šoli Toneta Čufarja Jesenice ter od leta 1990 do 2009 kot profesorica slovenskega jezika na EGSŠ Radovljica (prej Srednja ekonomsko-turistična šola Radovljica). Med poučevanjem je vodila dramski krožek (1991-2008). Vodila je Bralni klub Odprta knjiga v Radovljici. Z Društvom pisateljev Slovenije je sodelovala tako, da je vsako leto na šoli gostila enega izmed slovenskih avtorjev. Bila je tudi mentorica dijakom raziskovalcem – nastali sta raziskovalni deli Prešernova in Balantičeva poezija in Matej Tonejec – Samostal. Med letoma 1991 in 1995 je bila urednica šolskega glasila ter pesniške zbirke Nemir, ki je vsakoletna šolska publikacija pesmi dijakov. Poleg tega je sodelulovala v različnih e-projektih za poučevanje slovenščine, prav tako z Ljudsko univerzo Radovljica in Ljudsko univerzo Jesenice. Vodila je urice Branje za znanje in branje za zabavo, pripravljala različne delavnice, kot je npr. Slovenska poezija za žensko dušo. Poučuvala je tudi odrasle, predvsem slovenski jezik različne skupine priseljencev. 
Zaposlena je kot založnica, urednica, prevajalka in lektorica pri Založbi Zala.

## Delo
Kot osnovnošolka in gimnazijka je začela objavljati pesmi v literarnih prilogah lokalnih časopisov, kot sta Železar in Gorenjski glas (priloga Snovanja) in v Mladini. Prvič je pesmi predstavila 1988 v knjižni obliki v zbirki več avtorjev 84 pesmi. Prva samostojna knjiga je kriminalni roman za mladino in odrasle Mišja pojedina, ki je izšel 2003 pri Založbi Karantanija.
Med letoma 2009 in 2010 je objavila nekaj krajših del za otroke. Pravljica Coprnička Marička v Benetkah je bila med izbranimi lahkonočnicami na natečaju Radioprvi 2010 in je bila prebrana/dramatizirana na Prvem programu radia Slovenija v oddaji Lahko noč, otroci (3. marec 2011).
Od leta 2010, bolj uradno od 2014, sta skupaj s sinom Mihom Sužnikom, sicer inženirjem elektrotehnike, začela graditi založbo Zala.

#### Roman
- Mišja pojedina, Ljubljana: Založba Karantanija, 2003 (COBISS)

#### Strokovni članki v Slovenščini v šoli
- Balantič in Prešeren; raziskovalno delo mladih, 2002 (COBISS)
- Od učne ure do odrskih desk, 2004 (COBISS)
- Beseda je konj ali SSKJ v elektronski obliki - moja desna roka, 2006 (COBISS)
- Dramska besedila ali izkušnja drame kot motivacija za branje, 2006 (COBISS)
- Obravnava modernega romana : razdalje in bližine v romanih Pimlico Milana Dekleve in Neznosna lahkost bivanja Milana Kundere , 2006 (COBISS)
- Lirsko pesništvo v srednji šoli, 2008 (COBISS)
- Trubarjevo leto in šolski oder, 2008 (COBISS)

#### Ostala dela
- 84 pesmi, Jesenice : Kulturno umetniški klub Tone Čufar, 1988 (COBISS)
- Romaneskni svet Miha Mazzinija Članek v Sodobnosti, 2002 (COBISS)
- Sprememba, 2003 (COBISS)
- Esej na maturi 2007, Založba INTELEGO, 2006 (COBISS)
- Esej na maturi 2008, Založba INTELEGO, 2007 (COBISS)
- Evropsko leto ustvarjalnosti in inovativnosti - in slovenščina, 2009 (COBISS)
- Nelagodna sodobnost, ustvarjalnost in celostno učenje, Strokovni članek v reviji Trajnostni razvoj v šoli in vrtcu, 2009 (COBISS)
- Padec - roman, ki si ga zapomniš za zmeraj, 2009 (COBISS)
- Šolsko gledališče ali Kolumbovo jajce na šolskem odru : priročnik za delo v srednješolskem gledališču, Ljubljana : Zavod Republike Slovenije za šolstvo, 2009 (COBISS)